# Floris Goesinnen
Pour les articles homonymes, voir Floris.
Floris Goesinnen (né le 30 octobre 1983 à Opperdoes) est un coureur cycliste néerlandais.

## Biographie
Floris Goesinnen commence sa carrière professionnelle en 2004 dans l'équipe néerlandaise de troisième division Team Moser. En 2006, il rejoint la formation Van Vliet - EBH Advocaten. Il obtient de bonnes places en début de saison au Tour de Drenthe (2e), au Hel van het Mergelland (5e). Ces performances attirent l'attention de Skil-Shimano qui le recrute en cours de saison. Pour sa première compétition avec sa nouvelle équipe, il prend la quatorzième place du Tour de Luxembourg.
En octobre 2007, il remporte sa première victoire professionnelle au Prix national de clôture. En 2008, il termine meilleur grimpeur de l'Eneco Tour.
En 2011, il rejoint l'équipe australienne Drapac. Le 9 janvier 2011, il participe au championnat d'Australie sur route malgré sa nationalité néerlandaise et achève la course à la 18e position. Il remporte la 4e étape du Tour de Taïwan durant cette saison. En 2012, il s'impose lors de la 2e étape de la Flèche du Sud.

## Palmarès
- 2007
  - Prix national de clôture
- 2008
  - 1re étape du Tour de l'Ain
- 2011
  - 4e étape du Tour de Taïwan
  - 3e de la Baw Baw Classic
  - 3e de l'Internationale Wielertrofee Jong Maar Moedig
- 2012
  - 2e étape de la Flèche du Sud
  - 2e du Tour du lac Taihu

## Classements mondiaux
| Année            | 2006 | 2007 | 2008 | 2009 | 2010 | 2011 | 2012 | 2013 | 2014 |
| ---------------- | ---- | ---- | ---- | ---- | ---- | ---- | ---- | ---- | ---- |
| UCI Asia Tour    |      | 259e | 339e |      |      | 240e | 191e | 33e  | 388e |
| UCI Europe Tour  | 227e | 192e | 370e | 549e | 757e | 319e | 903e |      |      |
| UCI Oceania Tour |      |      |      |      |      |      | 40e  |      |      |